# Elecciones regionales de Tumbes de 2006
Las elecciones regionales de Tumbes de 2006 se llevaron a cabo el 19 de noviembre de 2006 para elegir al presidente regional, al vicepresidente regional y al Consejo Regional para el periodo 2007-2011. La elección se celebró simultáneamente con elecciones regionales y municipales (provinciales y distritales) en todo el Perú.

## Sistema electoral
El Gobierno Regional de Tumbes es el órgano administrativo y de gobierno del departamento de Tumbes. Está compuesto por el presidente regional, el vicepresidente regional y el Consejo Regional.
La votación del presidente, vicepresidente y consejo regional se realiza en base al sufragio universal, que comprende a todos los ciudadanos nacionales mayores de dieciocho años, empadronados y residentes en el departamento de Tumbes y en pleno goce de sus derechos políticos.
El Consejo Regional de Tumbes está compuesto por 7 consejeros elegidos por sufragio directo para un período de cuatro (4) años, en forma conjunta con la elección del presidente regional. La votación es por lista cerrada y bloqueada. Se asigna a la lista ganadora los escaños según el método d'Hondt o la mitad más uno, lo que más le favorezca.

## Composición del Consejo Regional de Tumbes
La siguiente tabla muestra la composición del Consejo Regional de Tumbes antes de las elecciones.
| Partidos | Partidos                            | Consejeros |
| -------- | ----------------------------------- | ---------- |
|          | Partido Aprista Peruano             | 5          |
|          | Perú Posible                        | 1          |
|          | Reconstrucción para un Tumbes Bello | 1          |

## Partidos y candidatos
A continuación se muestra una lista de los principales partidos y alianzas electorales que participaron en las elecciones:
| Candidatura | Candidatura      | Partidos y alianzas                                                                        | Candidatos | Candidatos              | Ideología                                           | Resultado previo | Resultado previo | Ref. |
| Candidatura | Candidatura      | Partidos y alianzas                                                                        | Candidatos | Candidatos              | Ideología                                           | Votos (%)        | Con.             | Ref. |
| ----------- | ---------------- | ------------------------------------------------------------------------------------------ | ---------- | ----------------------- | --------------------------------------------------- | ---------------- | ---------------- | ---- |
|             | APRA             | Lista - Partido Aprista Peruano (APRA)                                                     |            | Rosa Medina Feijoo      | Aprismo                                             | 19.28%           | 5                |      |
|             | PP               | Lista - Perú Posible (PP)                                                                  |            | Roncin Davis Romero     | Socioliberalismo Democracia liberal Tercera vía     | 16.75%           | 1                |      |
|             | Reconst.         | Lista - Reconstrucción con Obras más Obras para un Tumbes Bello (Reconstrucción)           |            | Ricardo Flores Dioses   | Regionalismo tumbesino                              | 15.90%           | 1                |      |
|             | FAENA            | Lista - Movimiento Independiente Regional FAENA (FAENA)                                    |            | Wilmer Dios Benites     | Regionalismo tumbesino                              | 9.75%            | 1                |      |
|             | UN               | Lista - Unidad Nacional (UN) – Partido Popular Cristiano (PPC) – Solidaridad Nacional (SN) |            | Miguel Cappelletti Díaz | Democracia cristiana Conservadurismo Neoliberalismo | 3.38%            | 0                |      |
|             | Sí Cumple        | Lista - Agrupación Independiente Sí Cumple (Sí Cumple)                                     |            | Otto Carrasco Zapata    | Fujimorismo Populismo de derecha                    | Nuevo            | Nuevo            |      |
|             | PNP              | Lista - Partido Nacionalista Peruano (PNP)                                                 |            | Jorge García Cortez     | Socialismo democrático Nacionalismo de izquierda    | Nuevo            | Nuevo            |      |
|             | Tumbes Diferente | Lista - Hacia un Tumbes Diferente (Tumbes Diferente)                                       |            | Luis Maza Chumacero     | Regionalismo tumbesino                              | Nuevo            | Nuevo            |      |
|             | NA               | Lista - Nueva Alternativa (NA)                                                             |            | Manuel Pretell Saldaña  | Regionalismo tumbesino                              | Nuevo            | Nuevo            |      |

## Resultados

### Sumario general
| |                                                                           |              |              |              |            |            |  |  |
| Partidos y coaliciones | Partidos y coaliciones                                                    | Voto popular | Voto popular | Voto popular | Consejeros | Consejeros |  |  |
| Partidos y coaliciones | Partidos y coaliciones                                                    | Votos        | %            | ±pp          | Total      | +/−        |  |  |
| | Movimiento Independiente Regional FAENA (FAENA)1                          | 31,400       | 32.76        | +23.01       | 5          | +5         |  |  |
| | Reconstrucción con Obras Más Obras para un Tumbes Bello (Reconstrucción)2 | 30,156       | 31.46        | +15.56       | 1          | ±0         |  |  |
| | Partido Aprista Peruano (APRA)                                            | 16,481       | 17.20        | –2.08        | 1          | –4         |  |  |
| | Agrupación Independiente Sí Cumple (Sí Cumple)                            | 8,691        | 9.07         | Nuevo        | 0          | ±0         |  |  |
| | Unidad Nacional (UN)                                                      | 3,181        | 3.32         | –0.06        | 0          | ±0         |  |  |
| | Nueva Alternativa (NA)                                                    | 2,249        | 2.35         | Nuevo        | 0          | ±0         |  |  |
| | Hacia un Tumbes Diferente (Tumbes Diferente)                              | 1,901        | 1.98         | Nuevo        | 0          | ±0         |  |  |
| | Perú Posible (PP)                                                         | 955          | 1.00         | –15.75       | 0          | –1         |  |  |
| | Partido Nacionalista Peruano (PNP)                                        | 830          | 0.87         | Nuevo        | 0          | ±0         |  |  |
| |                                                                           |              |              |              |            |            |  |  |
| Total | Total                                                                     | 95,844       |              |              | 7          | ±0         |  |  |
| |                                                                           |              |              |              |            |            |  |  |
| Votos válidos | Votos válidos                                                             | 95,844       | 91.76        | –0.39        |            |            |  |  |
| Votos en blanco | Votos en blanco                                                           | 2,533        | 2.43         | +0.05        |            |            |  |  |
| Votos nulos | Votos nulos                                                               | 6,073        | 5.81         | +0.34        |            |            |  |  |
| Votos emitidos | Votos emitidos                                                            | 104,450      | 90.90        | +1.77        |            |            |  |  |
| Abstenciones | Abstenciones                                                              | 10,454       | 9.10         | –1.77        |            |            |  |  |
| Votantes registrados | Votantes registrados                                                      | 114,904      |              |              |            |            |  |  |
| |                                                                           |              |              |              |            |            |  |  |
| Fuente: |                                                                           |              |              |              |            |            |  |  |
| Notas al pie: 1 Comparado con los resultados de Movimiento Independiente FAENA (FAENA) en las elecciones de 2002. 2 Comparado con los resultados de Reconstrucción para un Tumbes Bello (Reconstrucción) en las elecciones de 2002. |                                                                           |              |              |              |            |            |  |  |
| Notas al pie: |                                                                           |              |              |              |            |            |  |  |
| 1 Comparado con los resultados de Movimiento Independiente FAENA (FAENA) en las elecciones de 2002. 2 Comparado con los resultados de Reconstrucción para un Tumbes Bello (Reconstrucción) en las elecciones de 2002.               |                                                                           |              |              |              |            |            |  |  |

### Autoridades electas
| Cargo                             | Autoridad electa | Autoridad electa         | Partido político | Partido político                                        |
| --------------------------------- | ---------------- | ------------------------ | ---------------- | ------------------------------------------------------- |
| Presidente Regional de Tumbes     |                  | Wilmer Dios Benites      |                  | Movimiento Independiente Regional FAENA                 |
| Vicepresidente Regional de Tumbes |                  | Rogger Ocampo Prado      |                  | Movimiento Independiente Regional FAENA                 |
| Consejero Regional de Tumbes      |                  | Ernesto Quiroz Mannucci  |                  | Movimiento Independiente Regional FAENA                 |
| Consejero Regional de Tumbes      |                  | Jorge Cordero Hinostroza |                  | Movimiento Independiente Regional FAENA                 |
| Consejero Regional de Tumbes      |                  | Carlos Cruz Morales      |                  | Movimiento Independiente Regional FAENA                 |
| Consejera Regional de Tumbes      |                  | Carmen Barro Olaya       |                  | Movimiento Independiente Regional FAENA                 |
| Consejera Regional de Tumbes      |                  | Mirian Ramírez Medina    |                  | Movimiento Independiente Regional FAENA                 |
| Consejero Regional de Tumbes      |                  | Diego Alemán Ramírez     |                  | Reconstrucción con Obras mas Obras para un Tumbes Bello |
| Consejero Regional de Tumbes      |                  | Ricardo Rosales Medina   |                  | Partido Aprista Peruano                                 |